# RENFE serie 730
De RENFE serie 730 is een hogesnelheidstrein van de Spaanse staatsspoorwegmaatschappij RENFE, geschikt voor twee verschillende bovenleidingsspanningen (25 kV, 50 Hz en 3000 V) en twee verschillende spoorwijdten (1435 en 1668 mm). Daarnaast brengt de fabrikant Talgo deze trein op de markt als Talgo 250/TH.
Andere afkortingen van deze trein zijn S130H en S730. Daarmee is deze een hybride aanvulling op de RENFE serie 130. De RENFE schafte deze treinen aan vanwege de combinatie van elektrische tractie met dieselmotoren en generatoren voor niet-geëlektrificeerde trajecten.
De serie bestaat uit 15 treinstellen die gebouwd zijn door een consortium van Talgo en Bombardier.

## Techniek
Ieder treinstel heeft aan beide uiteinden een elektrische locomotief met één cabine. De rijtuigen hebben aan beide uiteinden een generatorrijtuig. Tussen de beide generatorrijtuigen bevinden zich negen tussenrijtuigen, waarvan 1 restauratie, van het lagevloertype Talgo 7. Zoals reeds in de treinstellen van de serie 130 zijn de leidingen van de treinbusbar dubbel uitgevoerd. Zij dienen bij het gelijkstroombedrijf voor de stroomvoorziening van het voorste koprijtuig, zodat bij het rijden onder bovenleiding normaal gesproken alleen op het achterste koprijtuig de stroomafnemer tegen de draad staat. Bij het dieselbedrijf wordt een van de beide leidingen voor de retourstroom van de locomotief naar de generator gebruikt, zodat er geen stroom door de rails loopt. Beide generatorrijtuigen hebben een 12-cilinder-dieselmotor van MTU Friedrichshafen, die met een generator de leidingen van de treinbusbar met elektrische energie levert, waaruit de elektromotoren van de aangekoppelde locomotief gevoed worden.
Hoewel de aanduiding 'hybride' gebruikt wordt, is de trein technisch geen hybride trein, omdat hij geen omvormer voor elektrische stroom heeft. De juiste aanduiding is 'tweesysteem'.
De treinen kunnen onder 25 kV wisselstroom een maximumsnelheid bereiken van 250 km/h, op het oudere breedspoornet onder 3 kV gelijkspanning 220 km/h, en met dieselaandrijving 180 km/h. De treinen kunnen een omspoorinstallatie passeren met 15 km/h.
De treinen hebben 216 zitplaatsen in de 'Turista' (toeristenklasse; 2e klasse) en 48 in de 'Preferente' (1e klasse). De rijtuigen 2 en 3 zijn 'Preferente', rijtuig 4 is restaurantrijtuig, de overige rijtuigen zijn 'Turista'. Twee plaatsen zijn hier rolstoeltoegankelijk.

### Verbouwing
De treinen zijn ontstaan door verbouwing van de AVE serie 130 met de nummers 130 011 tot en met 130 025 en kregen daarna de nummers 730 011 tot en met 730 025. Bij de verbouwing werden de bestaande Talgo-eindrijtuigen door nieuw gebouwde generatorrijtuigen vervangen. Verder moest de software van de locomotieven voor het dieselbedrijf en de wisseling van aandrijving aangepast worden. De brandmeldingsinstallatie van de koprijtuigen wordt van een rookmelder op een thermische melder omgeschakeld om te verhinderen dat uitlaatgassen van de dieselmotoren een vals brandalarm in de locomotieven veroorzaakt.

## Geschiedenis

### Aanschaf
In juni 2009 lanceerde de Spaanse Verkeersminister José Blanco López het plan tweesysteem-hogesnelheidstreinen te bouwen, die in het hogesnelheidsverkeer tussen de Galicische steden Santiago de Compostella en Vigo ingezet zouden worden. Op 29 december 2009 werd het sluiten van een overeenkomst ter waarde van meer dan 73 miljoen euro tussen de RENFE en het consortium van de fabrikanten Talgo en Bombardier bekendgemaakt die de verbouwing van 15 treinstellen van de RENFE-serie 130 omvat, zodat deze ook op spoorlijnen zonder bovenleiding kunnen rijden.

### Bedrijf
De treinen zijn sinds 17 juni 2012 in dienst op de verbindingen van Madrid naar de regio Galicië en sinds december 2012 ook naar de regio Murcia. Vanaf de zomer van 2011 vonden testritten plaats.

## Ongeval
Bij de treinramp bij Santiago de Compostella op 24 juli 2013 verongelukte een trein tijdens de rit van Madrid naar Ferrol, 4 km voor Santiago de Compostella. Daarbij ontspoorde het treinstel volledig, er stierven 79 personen.